# Patrick McKinney
Patrick Joseph McKinney (ur. 30 kwietnia 1954 w Birmingham) – brytyjski duchowny katolicki, biskup Nottingham od 2015.

## Życiorys
Święcenia kapłańskie otrzymał 29 lipca 1978 i został inkardynowany do archidiecezji Birmingham. Pracował głównie jako duszpasterz parafialny, był także m.in. wykładowcą i rektorem Oscott College, a także wikariuszem biskupim dla północy archidiecezji.
14 maja 2015 papież Franciszek mianował go ordynariuszem diecezji Nottingham. Sakry udzielił mu 3 lipca 2015 metropolita Westminsteru - kardynał Vincent Nichols.